# تویوئوکا، ناگانو
تویوئوکا، ناگانو (به لاتین: Toyooka, Nagano) یک منطقهٔ مسکونی در ژاپن است که در Shimoina District واقع شده‌است. تویوئوکا ۷۶٫۷۹ کیلومترمربع مساحت و ۶٬۵۴۱ نفر جمعیت دارد.